# Otmíče
Otmíče (německy Wotmitz) jsou obec v okrese Beroun ve Středočeském kraji, asi 5 km severovýchodně od Hořovic. Žije zde 186 obyvatel.

## Historie
První písemná zmínka o obci pochází z roku 1227.

## Obecní správa

### Části obce
- Otmíče (k. ú. Otmíče)

Sousedními obcemi sídla jsou Praskolesy, Stašov, Lochovice a Libomyšl.

### Územněsprávní začlenění
Dějiny územněsprávního začleňování zahrnují období od roku 1850 do současnosti. V chronologickém přehledu je uvedena územně administrativní příslušnost obce v roce, kdy ke změně došlo:
- 1850 země česká, kraj Praha, politický i soudní okres Hořovice[4]
- 1855 země česká, kraj Praha, soudní okres Hořovice
- 1868 země česká, politický i soudní okres Hořovice
- 1939 země česká, Oberlandrat Plzeň, politický i soudní okres Hořovice[5]
- 1942 země česká, Oberlandrat Praha, politický okres Beroun, soudní okres Hořovice[6]
- 1945 země česká, správní i soudní okres Hořovice[7]
- 1949 Pražský kraj, okres Hořovice[8]
- 1960 Středočeský kraj, okres Beroun
- 2003 Středočeský kraj, okres Beroun, obec s rozšířenou působností Hořovice

## Pamětihodnosti
Jižně od obce se zvedá Otmíčská hora, jejíž západní část je chráněna jako stejnojmenná přírodní památka. Vrchol kopce byl osídlen už v pravěku a raném středověku. Fragmenty opevnění jsou pozůstatkem otmíčského hradiště, které na kopci vzniklo nejspíše v době halštatské.

## Doprava

### Dopravní síť
Do obce vede silnice III. třídy. Železniční trať ani stanice či zastávka na území obce nejsou.

### Autobusová doprava 2024
Autobusovou dopravu v obci Otmíče zajišťuje společnost Arriva Střední Čechy. Obec je součástí Pražské integrované dopravy (PID). V obci se nachází zastávka Otmíče. Autobusová linka 641 spojuje Beroun, Králův Dvůr, Zdice, Stašov, Otmíče, Praskolesy, Kotopeky a Hořovice.

## Galerie

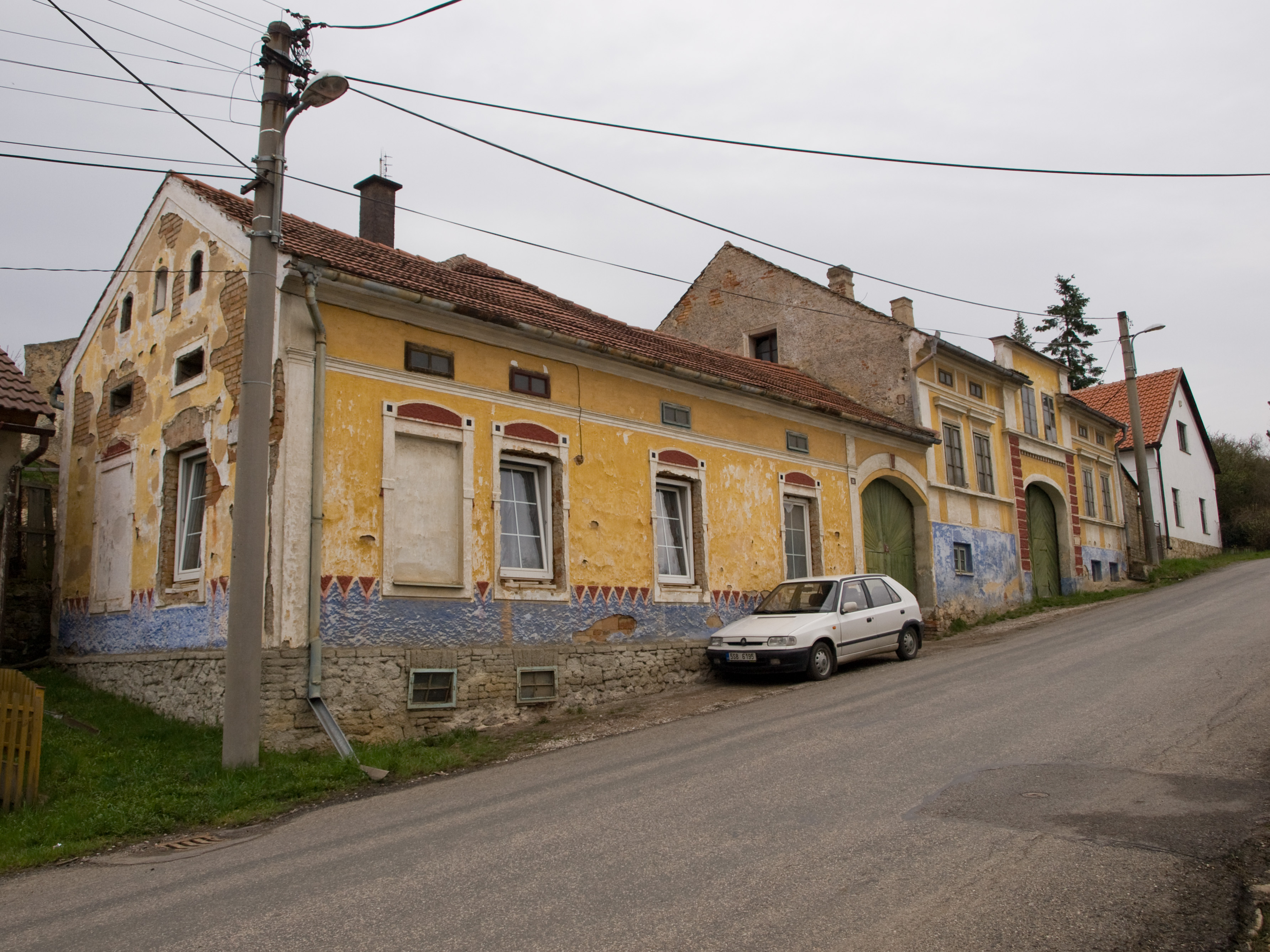
Ulice
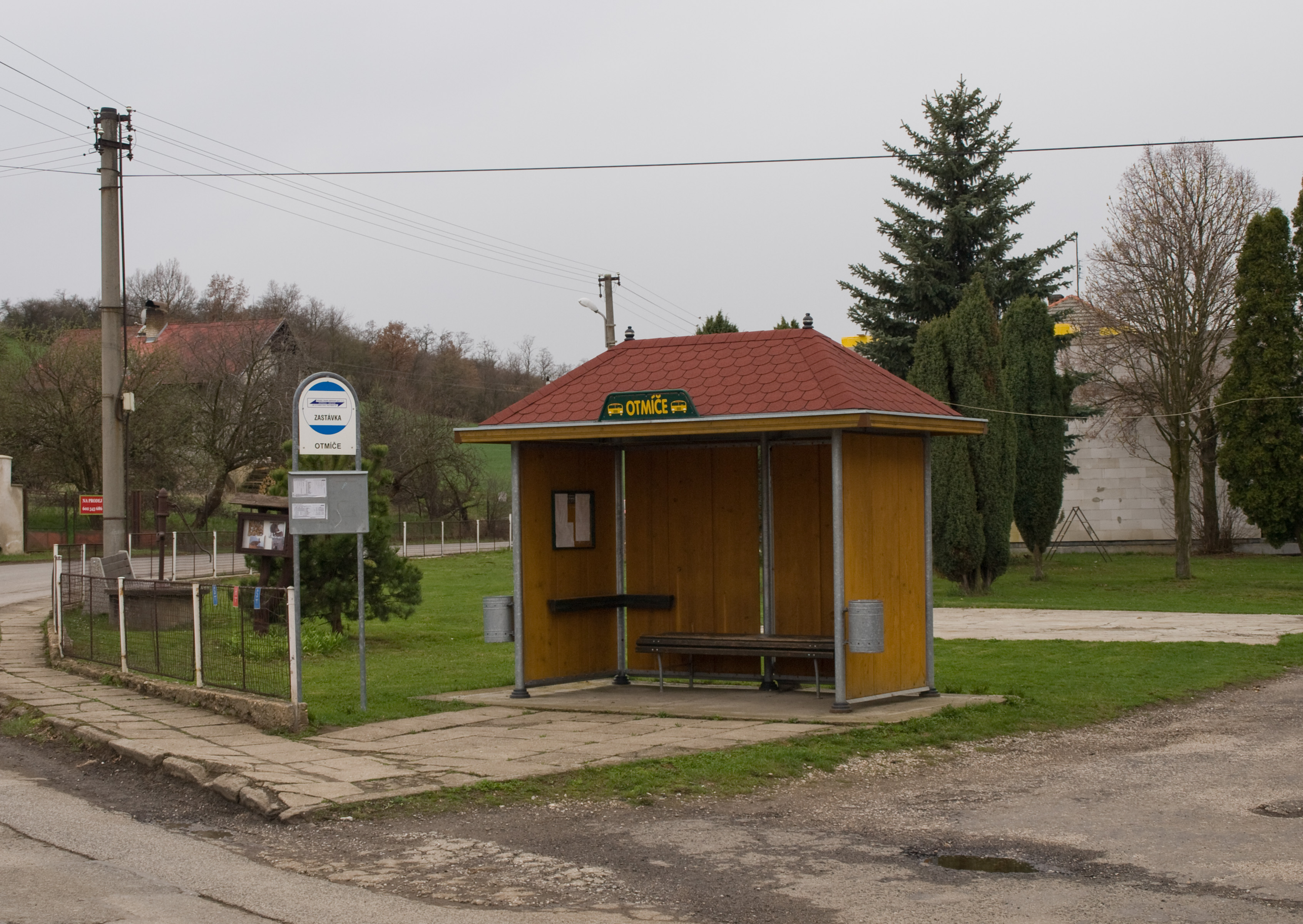
Autobusová zastávka
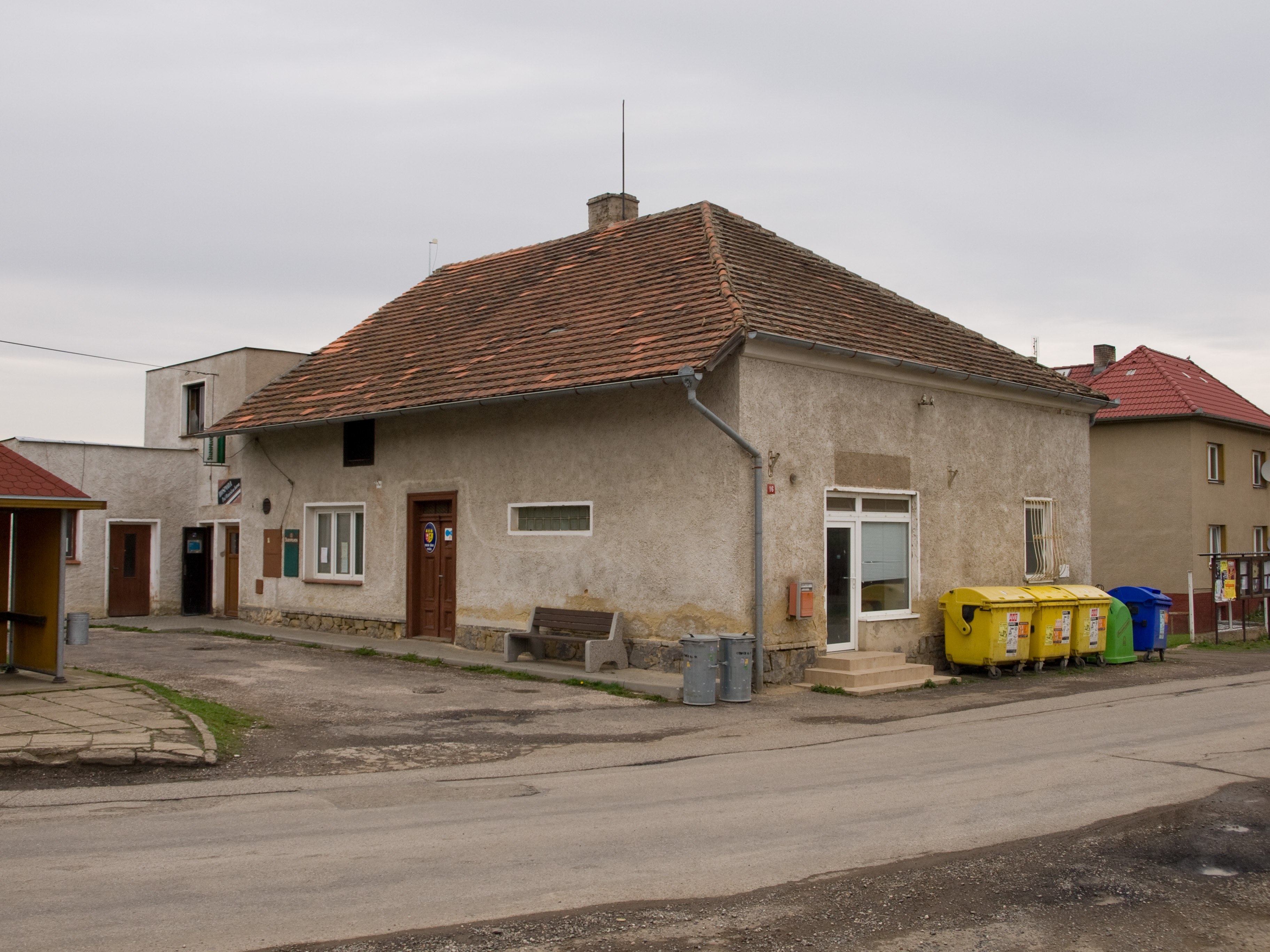
Obecní úřad